# Royler Gracie
Royler Gracie (prononcer Hoy-lur) (né le 6 décembre 1965 à Rio de Janeiro) est un combattant brésilien de Jiu Jitsu brésilien et de combat libre. Il est affilié à la Gracie Humaitá.
Il mesure 173 cm pour 68 kg. Gracie fait partie de la famille Gracie, il est le frere de Rickson Gracie et Royce Gracie et le fils du fondateur du Gracie Jiu-Jitsu ou Brazilian Jiu-Jitsu: Hélio Gracie.
Son record officiel de MMA en mars 2007 est de 5 victoires, 4 défaites et 1 égalité.
Royler est la seule personne à avoir gagné le titre de champion du monde de grappling à l'ADCC trois années consécutives.

## Palmarès MMA
| 5 victoires (4 soumissions, 1 décisions), 4 Défaites (2 (T)KOs, 1 soumission, 1 décision), 1 égalité. |          |                   |                                      |                               |       |       |
| Date                                                                                                  | Résultat | Adversaire        | Nom de l'évènement                   | Méthode                       | Round | Temps |
| 12/31/2006                                                                                            | Défaite  | Hideo Tokoro      | K-1-Premium 2006 Dynamite!!          | Decision (Unanimous)          | 3     | 5:00  |
| 9/7/2005                                                                                              | Défaite  | Norifumi Yamamoto | K-1-Hero's 3                         | KO (Punch)                    | 2     | 0:38  |
| 7/6/2005                                                                                              | Victoire | Koji Yoshida      | K-1-Hero's 2                         | Decision (Majority)           | 2     | 5:00  |
| 11/20/2004                                                                                            | Victoire | Kazuyuki Miyata   | ROTR 6-Rumble on the Rock 6          | Submission (Triangle Choke)   | 2     | 2:46  |
| 5/22/2004                                                                                             | Défaite  | Genki Sudo        | K-1 MMA-ROMANEX                      | KO (Punches)                  | 1     | 3:40  |
| 1/8/2001                                                                                              | Égalité  | Takehiro Murahama | DEEP 2001-DEEP 2001                  | Égalité                       | 2     | 10:00 |
| 11/21/1999                                                                                            | Défaite  | Kazushi Sakuraba  | PRIDE 8-PRIDE 8                      | Technical Submission (Kimura) | 2     | 13:16 |
| 3/15/1998                                                                                             | Victoire | Yuhi Sano         | PRIDE 2-PRIDE 2                      | Submission (Armbar)           | 1     | 33:14 |
| 7/7/1996                                                                                              | Victoire | Noboru Asahi      | VTJ 1996-Vale Tudo Japan 1996        | Submission (Rear Naked Choke) | 1     | 5:07  |
| 6/24/1996                                                                                             | Victoire | Ivan Lee          | UVF 2-Universal Vale Tudo Fighting 2 | Submission (Rear Naked Choke) | 1     | 1:33  |